# André Voguet
Pour les articles homonymes, voir Voguet.
André Paul Abel Voguet, né le 31 mars 1913 à Chaumont (Haute-Marne) et mort le 2 décembre 1986 dans le 13e arrondissement de Paris, est un syndicaliste et militant communiste français, qui a été conseiller municipal de Paris.
Il était instituteur, a été membre du comité central du PCF de 1950 à 1964 et conseiller municipal de Paris de 1947 à 1983.

## Biographie
Son père était ouvrier plombier couvreur. André Voguet a fait ses études au Collège Chaptal et a obtenu un baccalauréat en philosophie en 1932 et un en droit en 1935, ainsi que deux certificats d'enseignement supérieur. Il a été instituteur à Puteaux, à Nanterre et à Vanves. Il a été lié à la franc-maçonnerie de 1935 à 1937 avant d'en démissionner. Il s'engagea dans les manifestations antifascistes à partir de 1934.
Il fut ensuite instituteur à l'école de la rue Vulpian dans le 13e arrondissement de Paris. Il adhéra au Syndicat national des instituteurs en 1935 puis en fut un des élus à partir de 1938. Il participa à la rédaction du bulletin L'Ecole du Grand Paris. Il fut secrétaire et animateur du patronage laïque de la rue Croulebarbe, créé en 1937.
Il se prononça contre la non-intervention dans la Guerre d'Espagne. Marqué par la personnalité de René Le Gall, il adhéra au PCF en 1937 et fut trésorier de la section française de l'Internationale des travailleurs de l'enseignement en 1939.
Mobilisé à Pau puis à Châteauroux en 1939 et démobilisé en 1940, il reprit ses activités d'enseignement tout en militant clandestinement. Il participa à la rédaction d’un appel du Parti communiste destiné aux instituteurs. Il s'occupa de la liaison entre la direction du Front national et les divers degrés d’enseignement.
Il entra dans la clandestinité à la suite de plusieurs arrestations. Il participa à la création du Front national universitaire, du Comité national des écrivains, de L’École laïque et de L’Université libre. Il s'occupa de l’administration de l’Encyclopédie de la Renaissance française.
A la Libération, il fut nommé membre de la commission Langevin-Wallon de réforme de l'enseignement. Il fut aussi nommé membre du Conseil supérieur d’enquête du Ministère de l’Éducation nationale et secrétaire de la sous-commission de révision en 1945. Il participa à la création de L'École et la Nation en 1951 et en resta membre du comité de rédaction jusqu'en 1956. Il fut désigné rédacteur en chef de La Vie du XIIIème, par André Marty.
Il eut de nombreuses responsabilités au Parti communiste français,, ainsi que lors des congrès des partis communistes d'Allemagne, d'Israël et du Danemark. De 1966 à 1971, il prit part à la préparation du rassemblement des intellectuels pour la paix au Vietnam.
André Voguet fut élu conseiller municipal de Paris en 1947, en 1953 et en 1959, puis réélu en 1971 et en 1977, jusqu'à son départ en 1983. Il prit part aussi aux élections sénatoriales et aux élections législatives. Il fut directeur du Centre de diffusion du livre et de la presse à partir de 1956,.
En 1997, le nom d’André Voguet fut donné à une rue du 13ème arrondissement de Paris, qui se prolonge sur le territoire d'Ivry-sur-Seine.
Marié à Lucie Jouanneau, institutrice, militante et résistante, il eut trois fils, dont Jean-François Voguet, maire de Fontenay-sous-Bois à partir de 2001,.